# Carlos Kiese
Carlos Alberto Kiese Wiesner, mais conhecido como Carlos Kiese (Tebicuary, 1 de junho de 1957), é um treinador e ex-futebolista paraguaio que atuava como Meio-campo. que atualmente, esta no 3 de Febrero.

## Carreira
Como jogador, Kiese foi destaque na Seleção Paraguaia e do Olimpia de seu país a vencer os dois, entre 1975 e 1983, vários títulos locais e internacionais, como a Copa América, Libertadores e da Mundial de Clubes de 1979. No seu papel como treinador, ele ganhou o campeonato na Primera Divisão do Paraguai em 1996, com o Cerro Porteño.
Recentemente, durante o Clausura 2009 atuou como treinador do Olímpia. No entanto, renunciou ao longo de um desacordo com a política de jogar pouco antes do dia do jogo, ele encontrou a sua equipe em terceiro lugar 3 pontos atrás do líder. em 2010 treinou o Tacuary

## Títulos

### Como jogador
Olimpia
- Campeonato Paraguaio: 1975, 1978, 1979, 1981, 1982 e 1983
- Copa Libertadores da América: 1979
- Mundial de Clubes: 1979

Seleção Paraguaia
- Copa América: 1979

### Como treinador
Cerro Porteño
- Campeonato Paraguaio: 1996